# Minthea squamigera
Minthea squamigera är en skalbaggsart som beskrevs av Francis Polkinghorne Pascoe 1866. Minthea squamigera ingår i släktet Minthea och familjen kapuschongbaggar. Inga underarter finns listade i Catalogue of Life.

## Bildgalleri

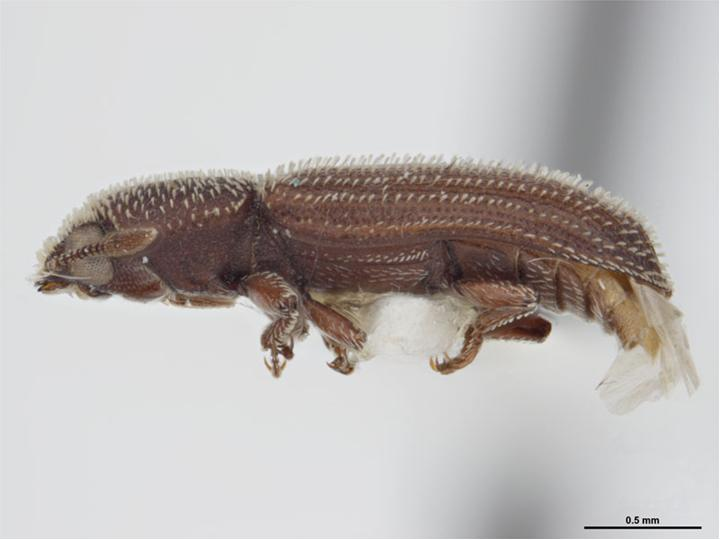